# NGC 1069
NGC 1069 est une très vaste galaxie spirale intermédiaire relativement éloignée et située dans la constellation de la Baleine. NGC 1069 a été découverte par l'astronome américain Lewis Swift en 1886.

## Caractéristiques
Sa vitesse par rapport au fond diffus cosmologique est de 9 248 ± 15 km/s, ce qui correspond à une distance de Hubble de 136,4 ± 9,6 Mpc (∼445 millions d'al).
À ce jour, quatre mesures non basées sur le décalage vers le rouge (redshift) donnent une distance de 133,150 ± 21,617 Mpc (∼434 millions d'al), ce qui est à l'intérieur des valeurs de la distance de Hubble.
La classe de luminosité de NGC 1069 est III et elle présente une large raie HI. Selon la base de données Simbad, NGC 1069 est une galaxie LINER, c'est-à-dire une galaxie dont le noyau présente un spectre d'émission caractérisé par de larges raies d'atomes faiblement ionisés.